# DTM-Saison 2010
Die DTM-Saison 2010 war die 24. Saison der DTM und die 11. seit der Neugründung der Serie im Jahr 2000. Der erste Lauf fand am 25. April 2010 auf dem Hockenheimring statt. Das Saisonfinale fand am 28. November erstmals seit der DTM-Neuauflage im Jahr 2000 nicht auf dem Hockenheimring, sondern in Shanghai statt.
Insgesamt wurden 11 Rennen in Deutschland, Spanien, in den Niederlanden, Großbritannien, Italien und in der Volksrepublik China gefahren.
Gesamtsieger wurde der Schotte Paul di Resta im AMG-Mercedes C-Klasse mit 71 Punkten.

## Geschichte
Zur Saison 2010 wurde das DTM-Reglement „eingefroren“, um die Kosten für die beiden Hersteller zu senken. Audi und Mercedes starteten dadurch mit unveränderten Rennwagen des Vorjahres in die Saison.
Die Rennen in Zolder und auf dem Sachsenring entfielen und wurden durch Läufe in Valencia und Shanghai ersetzt.
Während der laufenden Saison wurde zu den zehn ursprünglich geplanten Rennen nachträglich ein elftes Rennen im italienischen Adria eingeplant.
Das Team Kolles zog sich nach vier Jahren nach Abschluss der Saison 2009 aus der DTM zurück.
Der ehemalige britische Formel-1-Fahrer David Coulthard startete erstmals in der DTM und ersetzte beim Team Mücke Motorsport den Österreicher Mathias Lauda.
Ebenfalls neu in dieser Saison starteten Congfu Cheng für Persson Motorsport und Miguel Molina für das Audi Sport Rookie Team Abt in der DTM.
Vor dem Saisonfinale in Shanghai wurde Alexandre Prémat beim Team Phoenix durch Darryl O’Young ersetzt.

## Starterfeld
Folgende Fahrer sind in der Saison gestartet:
| Nr. | Fahrer            | Team                            | Fahrzeug                   | Rennwochenende | Bild              |
| --- | ----------------- | ------------------------------- | -------------------------- | -------------- | ----------------- |
| 1   | Timo Scheider     | Audi Sport Team Abt             | Audi A4 DTM 2009           | alle           | Timo Scheider     |
| 2   | Oliver Jarvis     | Audi Sport Team Abt             | Audi A4 DTM 2009           | alle           | Oliver Jarvis     |
| 3   | Gary Paffett      | Salzgitter AMG-Mercedes         | AMG-Mercedes C-Klasse 2009 | alle           | Gary Paffett      |
| 4   | Bruno Spengler    | Mercedes-Benz Bank AMG-Mercedes | AMG-Mercedes C-Klasse 2009 | alle           | Bruno Spengler    |
| 5   | Mattias Ekström   | Audi Sport Team Abt Sportsline  | Audi A4 DTM 2009           | alle           | Mattias Ekström   |
| 6   | Martin Tomczyk    | Audi Sport Team Abt Sportsline  | Audi A4 DTM 2009           | alle           | Martin Tomczyk    |
| 7   | Paul di Resta     | AMG-Mercedes                    | AMG-Mercedes C-Klasse 2009 | alle           | Paul di Resta     |
| 8   | Ralf Schumacher   | Laureus AMG-Mercedes            | AMG-Mercedes C-Klasse 2009 | alle           | Ralf Schumacher   |
| 9   | Alexandre Prémat  | Audi Sport Team Phoenix         | Audi A4 DTM 2008           | 1–10           |                   |
| 9   | Darryl O’Young    | Audi Sport Team Phoenix         | Audi A4 DTM 2008           | 11             |                   |
| 10  | Mike Rockenfeller | Audi Sport Team Phoenix         | Audi A4 DTM 2008           | alle           | Mike Rockenfeller |
| 11  | Jamie Green       | Junge Sterne AMG-Mercedes       | AMG-Mercedes C-Klasse 2008 | alle           | Jamie Green       |
| 12  | Susie Stoddart    | TV-Spielfilm AMG-Mercedes       | AMG-Mercedes C-Klasse 2008 | alle           | Susie Stoddart    |
| 14  | Markus Winkelhock | Audi Sport Team Rosberg         | Audi A4 DTM 2008           | alle           | Markus Winkelhock |
| 15  | Katherine Legge   | Audi Sport Team Rosberg         | Audi A4 DTM 2008           | alle           |                   |
| 16  | Maro Engel        | GQ AMG-Mercedes                 | AMG-Mercedes C-Klasse 2008 | alle           | Maro Engel        |
| 17  | David Coulthard   | Deutsche Post AMG-Mercedes      | AMG-Mercedes C-Klasse 2008 | alle           | David Coulthard   |
| 18  | Miguel Molina     | Audi Sport Rookie Team Abt      | Audi A4 DTM 2008           | alle           | Miguel Molina     |
| 21  | Congfu Cheng      | Stern AMG-Mercedes              | AMG-Mercedes C-Klasse 2008 | alle           | Congfu Cheng      |

## Rennkalender und Ergebnisse
| Runde | Rennstrecke    | Datum         | Distanz    | Pole-Position   | Schnellste Runde  | Sieger          | Fahrzeug                   |
| ----- | -------------- | ------------- | ---------- | --------------- | ----------------- | --------------- | -------------------------- |
| 1     | Hockenheimring | 25. April     | 178,386 km | Gary Paffett    | Bruno Spengler    | Gary Paffett    | AMG-Mercedes C-Klasse 2009 |
| 2     | Valencia       | 23. Mai       | 180,225 km | Mattias Ekström | Mattias Ekström   | Mattias Ekström | Audi A4 DTM 2009           |
| 3     | Lausitzring    | 6. Juni       | 180,856 km | Paul di Resta   | Mike Rockenfeller | Bruno Spengler  | AMG-Mercedes C-Klasse 2009 |
| 4     | Norisring      | 4. Juli       | 188,600 km | Ralf Schumacher | Ralf Schumacher   | Jamie Green     | AMG-Mercedes C-Klasse 2008 |
| 5     | Nürburgring    | 8. August     | 177,821 km | Mattias Ekström | Bruno Spengler    | Bruno Spengler  | AMG-Mercedes C-Klasse 2009 |
| 6     | Zandvoort      | 22. August    | 180,894 km | Timo Scheider   | Timo Scheider     | Gary Paffett    | AMG-Mercedes C-Klasse 2009 |
| 7     | Brands Hatch   | 5. September  | 189,042 km | Paul di Resta   | Miguel Molina     | Paul di Resta   | AMG-Mercedes C-Klasse 2009 |
| 8     | Oschersleben   | 19. September | 184,800 km | Paul di Resta   | Timo Scheider     | Paul di Resta   | AMG-Mercedes C-Klasse 2009 |
| 9     | Hockenheimring | 17. Oktober   | 175,592 km | Timo Scheider   | Paul di Resta     | Paul di Resta   | AMG-Mercedes C-Klasse 2009 |
| 10    | Adria          | 31. Oktober   | 159,418 km | Gary Paffett    | Mattias Ekström   | Timo Scheider   | Audi A4 DTM 2009           |
| 11    | Shanghai       | 28. November  | 147,900 km | Paul di Resta   | David Coulthard   | Gary Paffett    | AMG-Mercedes C-Klasse 2009 |

## Meisterschaftsergebnisse

### Punktesystem
Punkte wurden an die ersten 8 klassifizierten Fahrer in folgender Anzahl vergeben:
| Platz  | 1. | 2. | 3. | 4. | 5. | 6. | 7. | 8. |
| Punkte | 10 | 8  | 6  | 5  | 4  | 3  | 2  | 1  |

### Fahrerwertung
Insgesamt kamen 16 Fahrer in die Punktewertung.
| Platz | Fahrer            | HOC1 | VAL | LAU | NOR | NÜR | ZAN | BRH | OSC | HOC2 | ADR | SHA | Punkte |
| ----- | ----------------- | ---- | --- | --- | --- | --- | --- | --- | --- | ---- | --- | --- | ------ |
| 1     | Paul di Resta     | 4    | 5   | 2   | 10  | 2   | 2   | 1   | 1   | 1    | 9   | 2   | 71     |
| 2     | Gary Paffett      | 1    | 7   | 5   | 6   | 3   | 1   | 5   | 4   | 4    | 2   | 1   | 67     |
| 3     | Bruno Spengler    | 2    | 2   | 1   | 3   | 1   | 7   | 2   | 2   | DNF  | 3   | 13  | 66     |
| 4     | Timo Scheider     | 7    | 4   | 8   | 5   | 4   | 3   | 3   | 11  | 2    | 1   | 3   | 53     |
| 5     | Mattias Ekström   | 6    | 1   | DNF | 2   | 7   | 4   | DNF | 3   | DNF  | 8   | 9   | 35     |
| 6     | Jamie Green       | 3    | 9   | 3   | 1   | 5   | 10  | 10  | 7   | 8    | 12  | 6   | 32     |
| 7     | Mike Rockenfeller | 5    | 6   | 4   | 12  | 9   | 13  | 9   | 5   | 3    | 16  | 12  | 22     |
| 8     | Martin Tomczyk    | 17*  | DSQ | 6   | 8   | 13  | 8   | 7   | 8   | 5    | 6   | 4   | 20     |
| 9     | Oliver Jarvis     | DNF  | 14* | 11  | 4   | 11  | 6   | 6   | 13  | 6    | 5   | 17  | 18     |
| 10    | Miguel Molina     | 8    | 8   | 13  | DNF | 14  | 5   | 4   | DNF | DNF  | 17* | 5   | 15     |
| 11    | Alexandre Prémat  | 10   | 3   | DNF | 7   | DNF | 11  | 8   | 6   | DNF  | DNF |     | 12     |
| 12    | Markus Winkelhock | 15   | 15* | 10  | DNF | DNF | DNS | 15* | DNF | DNF  | 4   | 7   | 7      |
| 13    | Susie Stoddart    | 11   | 10  | 7   | 15  | DNF | 15  | DNF | 10  | 7    | 14  | 11  | 4      |
| 14    | Ralf Schumacher   | 9    | DNF | 9   | 11  | 6   | 9   | DNF | 9   | DNF  | 11  | 10  | 3      |
| 14    | Maro Engel        | 16   | 11  | 15  | 9   | 8   | DNF | 11  | 12  | 9    | 7   | 16  | 3      |
| 16    | David Coulthard   | 12   | 13* | DNF | 13  | 10  | 12  | 12  | 14  | DNF  | 10  | 8   | 1      |
| 17    | Congfu Cheng      | 13   | 12  | 12  | 14  | 12  | 16  | 13  | DNF | DNF  | 13  | 15  | 0      |
| 17    | Katherine Legge   | 14   | DNS | 14  | 16  | 15  | 14  | 14  | DNF | DNF  | 15  | 14  | 0      |
| 17    | Darryl O’Young    |      |     |     |     |     |     |     |     |      |     | DNS | 0      |
| Platz | Fahrer            | HOC1 | VAL | LAU | NOR | NÜR | ZAN | BRH | OSC | HOC2 | ADR | SHA | Punkte |

| Legende  | Legende            | Legende                                                          |
| Farbe    | Abkürzung          | Bedeutung                                                        |
| -------- | ------------------ | ---------------------------------------------------------------- |
| Gold     | –                  | Sieg                                                             |
| Silber   | –                  | 2. Platz                                                         |
| Bronze   | –                  | 3. Platz                                                         |
| Grün     | –                  | Platzierung in den Punkten                                       |
| Blau     | –                  | Klassifiziert außerhalb der Punkteränge                          |
| Violett  | DNF                | Rennen nicht beendet (did not finish)                            |
| Violett  | NC                 | nicht klassifiziert (not classified)                             |
| Rot      | DNQ                | nicht qualifiziert (did not qualify)                             |
| Rot      | DNPQ               | in Vorqualifikation gescheitert (did not pre-qualify)            |
| Schwarz  | DSQ                | disqualifiziert (disqualified)                                   |
| Weiß     | DNS                | nicht am Start (did not start)                                   |
| Weiß     | WD                 | zurückgezogen (withdrawn)                                        |
| Hellblau | PO                 | nur am Training teilgenommen (practiced only)                    |
| Hellblau | TD                 | Freitags-Testfahrer (test driver)                                |
| ohne     | DNP                | nicht am Training teilgenommen (did not practice)                |
| ohne     | INJ                | verletzt oder krank (injured)                                    |
| ohne     | EX                 | ausgeschlossen (excluded)                                        |
| ohne     | DNA                | nicht erschienen (did not arrive)                                |
| ohne     | C                  | Rennen abgesagt (cancelled)                                      |
| ohne     | keine WM-Teilnahme |                                                                  |
| sonstige | P/fett             | Pole-Position                                                    |
| sonstige | 1/2/3/4/5/6/7/8    | Punktplatzierung im Sprint-/Qualifikationsrennen                 |
| sonstige | SR/kursiv          | Schnellste Rennrunde                                             |
| sonstige | *                  | nicht im Ziel, aufgrund der zurückgelegten Distanz aber gewertet |
| sonstige | ()                 | Streichresultate                                                 |
| sonstige | unterstrichen      | Führender in der Gesamtwertung                                   |

### Teamwertung
| Platz | Team                                       | HOC1 | VAL | LAU | NOR | NÜR | ZAN | BRH | OSC | HOC2 | ADR | SHA | Punkte |
| ----- | ------------------------------------------ | ---- | --- | --- | --- | --- | --- | --- | --- | ---- | --- | --- | ------ |
| 1     | Salzgitter/Mercedes-Benz Bank AMG-Mercedes | 18   | 10  | 14  | 9   | 16  | 12  | 12  | 13  | 5    | 14  | 10  | 133    |
| 2     | Laureus AMG-Mercedes                       | 5    | 4   | 8   | 0   | 11  | 8   | 10  | 10  | 10   | 0   | 8   | 74     |
| 3     | Audi Sport Team Abt                        | 2    | 5   | 1   | 9   | 5   | 9   | 9   | 0   | 11   | 14  | 6   | 71     |
| 4     | Audi Sport Team Abt Sportsline             | 3    | 10  | 3   | 9   | 2   | 6   | 2   | 7   | 4    | 4   | 5   | 55     |
| 5     | TV-Spielfilm/Junge Sterne AMG-Mercedes     | 6    | 0   | 8   | 10  | 4   | 0   | 0   | 2   | 3    | 0   | 3   | 36     |
| 6     | Audi Sport Team Phoenix                    | 4    | 9   | 5   | 2   | 0   | 0   | 1   | 7   | 6    | 0   | 0   | 34     |
| 7     | Audi Sport Rookie Team Abt                 | 1    | 1   | 0   | 0   | 0   | 4   | 5   | 0   | 0    | 0   | 4   | 15     |
| 8     | Audi Sport Team Rosberg                    | 0    | 0   | 0   | 0   | 0   | 0   | 0   | 0   | 0    | 5   | 2   | 7      |
| 9     | Deutsche Post/GQ AMG-Mercedes              | 0    | 0   | 0   | 0   | 1   | 0   | 0   | 0   | 0    | 2   | 1   | 4      |